# Алексије Раул (генерал)
Алексије Раул (грч. Αλεξιος Ραουλ; умро око 1258) је био византијски аристократа и генерал Никејског царства. Носио је чин протовестијарија за време владавине цара Јована III Дуке Ватаца (1221–1254).

## Биографија
Алексије Раул је био потомак богате аристократске породице са великим поседима око Смирне, и вероватно син севаста Константина Раула, који је учествовао у завери Алексија III Анђела (1195–1203). Постао је зет цара Јована III Дуке Ватаца (1221–1254), оженивши се његовом братаницом.   Алексије и Ватацова братаница заједно су имали четири сина, од којих су тројица позната по имену, Јована, Манојло и Исак, и једну ћерку.  
Под Ватацом, Алексије је уздигнут у чин протовестијарија и добио је команду над трупама у Македонији. Године 1242. пратио је цара у његовом походу против солунског владара Јована Комнина Дуке (1237–1244). Поново се појављује 1252. године, током Ватацових ратова против епирског деспота Михаила II Комнина Дуке (1230–1268). После склапања мировног уговора, Алексије је очигледно остао у Европи заједно са будућим царем Михаилом Палеологом (1259–1282) у Водену, чувајући прилазе Солуну.
Као припадник старе аристократије, он и његова породица страдали су у време владавине цара Теодора II Ласкариса (1254–1258). Цар Теодор II је настојао да смањи власт и утицај племства и фаворизовао је људе скромног порекла, које је постављао на највише државне функције. Године 1255. цар му је одузео титулу и доделио је свом нискорођеном штићенику Ђорђу Музалону. Штавише, Теодор је удао једну од Раулових ћерки за Ђорђевог брата Андроника Музалона, што се сматрало увредљивим, с обзиром на младожењино порекло. Поред тога, цар Теодор II је затворио Алексијеве синове (тачан датум није јасан). 
Сходно томе, породица је активно подржавала убиство браће Музалон 1258. године, након смрти цара Теодора II, и каснију узурпацију Михаила VIII Палеолога (1259–1282). 